# Arogno
Arogno is een gemeente en plaats in het Zwitserse kanton Ticino, en maakt deel uit van het district Lugano.
Arogno telt 970 inwoners.